# Цзи Цзянье
Цзи Цзянье (1957; кит. упр. 季建业, пиньинь Jì Jiànyè) — политический деятель Китая. С 2010 по 2013 год занимал должность мэра Нанкина, административного центра провинции Цзянсу. Ранее занимал должность мэра, затем секретаря партии города Янчжоу в период с 2003 по 2010 год. В октябре 2013 года Цзи Цзянье был внезапно уволен с должности и задержан Центральной комиссией КПК по проверке дисциплины. В январе 2014 года был исключен из Коммунистической партии. Был осужден по обвинению во взяточничестве и приговорён к 15 годам лишения свободы.

## Биография
Родился в январе 1957 года на территории современного уезда Чжанцзяган провинции Цзянсу. В сентябре 1974 года вступил в Коммунистическую партию Китая. Сначала работал редактором в местной партийной организации в Сучжоу. Затем стал заместителем редактора газеты «Suzhou Daily» и государственным чиновником в округе У (расположенного на территории современного Сучжоу). Позже занимал более высокие руководящие должности в городском уезде Куньшань, а также возглавлял администрацию туристической зоны озера Тайху.
В июле 2001 года был повышен до должности заместителя секретаря и исполняющего обязанности мэра Янчжоу, а год спустя был утвержден мэром города. В 2004 году был назначен секретарем партии Янчжоу. Янчжоу — родной город бывшего председателя Китая Цзян Цзэминя.
В 2010 году был назначен мэром Нанкина, города с населением около восьми миллионов человек в районах его юрисдикции. Работал под руководством секретаря партии Ян Вайцзэ, с которым у него были непростые отношения. Как мэр административного центра провинции, Цзи Цзянье организовал большое количество масштабных проектов развития. При этом многие районы города были снесены, чтобы освободить место для строительства нового жилья. Говорят, что Цзи нравилось «делать большие дела», и он оказывал сильное давление на своих подчиненных, чтобы выполнить свои планы. Однажды он отметил, что хотя строительный бум в Нанкине нельзя сравнивать с Пекином перед Олимпиадой, количество текущих проектов было «сопоставимо с тем, что происходило в Шанхае перед Экспо-2010».
В сентябре 2013 года участвовал в нескольких раундах самокритики на «встречах демократической жизни» партийной организации Нанкина. На этих встречах он, по общему мнению, неоднократно встречал отпор со стороны руководителя партии Яна Вайцзэ. Ян также раскритиковал Цзи за его действия в системе отвода дождевой воды. 16 октября 2013 года Центральная комиссия КПК по проверке дисциплины уволила его с должности в связи с коррупцией, он был задержан в рамках антикоррупционной проверки.

### Уголовное преследование
В январе 2014 года следствие установило, что Цзи Цзянье «злоупотреблял своей властью ради незаконной выгоды других; брал взятки лично или через членов своей семьи» и имел «развращенную мораль». Его исключили из Коммунистической партии Китая и было возбуждено уголовное дело. Согласно данным «21st Century Economic Herald», Цзи Цзянье сотрудничал со следствием и даже подписал признание, которое было широко распространено среди рядовых партийных сотрудников в провинции Цзянсу как «учебный материал». В нем он написал, что завидовал роскошному образу жизни предпринимателей после экономического бума в Китае: «Они живут в особняках, ездят на хороших машинах, летают на частных самолетах, они накопили богатство и роскошь, которые они никогда не израсходуют. Я завидовал».
В декабре 2014 года ему было предъявлено обвинение во взяточничестве и злоупотреблении властью. Суд состоялся в январе 2015 года в народном суде в Яньтае, провинция Шаньдун. Ему было предъявлено обвинение в получении взяток на сумму около 11,32 млн юаней (~ 1,19 млн долларов США) в период его пребывания на посту мэра и главы партии Янчжоу и мэра Нанкина. Цзи Цзянье признал себя виновным в совершении преступлений. Несмотря на то, что его адвокат не оспаривал обвинение во взяточничестве, он выдвинул некоторые возражения против конкретной суммы, которую Цзи Цзянье получили в качестве взяток. Он также утверждал, что сотрудничество со следствием должно быть зачтено при вынесении приговора. Различные китайские СМИ также сообщали, что Цзи приобрел землю на кладбище и особняк в Сучжоу за «рыночную стоимость».
В начале 2015 года секретарь партии Нанкина Ян Вайцзэ был сам задержан правоохранительными органами. В 2014 году тесть Цзи и бывший чиновник провинции Гао Дэчжэн, как сообщалось, сообщили властям о преступных действиях Яна Вайцзэ, обвинив его в коррупции. Китайские СМИ предполагают, что Ян, возможно, сыграл роль в представлении властям обвинительных улик против Цзи и что Гао Дэчжэн, в свою очередь, мог пытаться отомстить за Цзи, представив доказательства коррупции против Яна.
7 апреля 2015 года Цзи Цзянье был признан виновным во взяточничестве и приговорён к 15 годам тюремного заключения.